# Карл Егон II (Фюрстенберг)
Карл Егон II фон Фюрстенберг (на немски: Karl Egon II zu Fürstenberg; * 28 октомври 1796, Прага; † 22 октомври 1854, Ишъл, Западна Австрия) е 5. последен княз на Княжество Фюрстенберг (1804 – 1806, понеже е млад под опекунство), и 33 години първият вицепрезидент на Първата камера на племенното събрание, парламентът на Великото херцогство Баден (1819 – 1852).

## Живот
Той е единственият син на австрийския генерал княз Карл Алойс фон Фюрстенберг (1760 – 1799) и съпругата му принцеса Мария Елизабет фон Турн и Таксис (1767 – 1822), най-малката дъщеря на княз Александер Фердинанд фон Турн и Таксис (1704 – 1773) и третата му съпруга принцеса Мария Хенриета фон Фюрстенберг-Щюлинген (1732 – 1772).
През 1804 г. умира последният мъжки наследник на швабската линия на имперските князе Карл Йахим фон Фюрстенберг-Щюлинген и Карл Егон наследява почти всички собствености на Фюрстенбергите и ги обединява. Само моравската линия на род Фюрстенберг се развива отделно.
През 1804 г. майка му поема за седемгодишния Карл Егон опекунското управление заедно с далечния чичо от моравската линия, ландграф Йоахим Егон фон Фюрстенберг-Вайтра. Фактическият регент е княжеският оберфорстмайстер Йозеф фон Лазберг, който извънбрачно е лииран с княжеската вдовица.
През 1806 г. княжеството Фюрстенберг е разтурено и Карл Егон не става като пълнолетен през 1817 г. княз на територия, а господар на огромни имоти и племенен господар на Великото херцогство Баден, на Кралство Вюртемберг и на княжеството Хоенцолерн-Зигмаринген, държавите в които княжеството му е разделено. Княгиня Елизабет и Лазберг правят напразни опити да отменят медиатизацията на Княжеството Фюрстенберг на Виенския конгрес.
На 18 януари 1851 г. Карл Егон става рицар на ордена „Черен орел“ на Прусия, и 1836 г. рицар на ордена на Златното руно на австрийския клон. От 1819 г. той е член на първата камера на Вюртембергските племена и от 1850 г. на Пруския Херенхауз.
Той е мецен на музикалните и театралните предстваления, събира картини, монети и ръкописи за своята резиденция в Донауешинген. Разширява дворцовата библиотека в Донауешинген особено с покупка на колекцията на Лазберг 1853 г., и прави дворцовата библиотека достъпна за публика.
- Княз Карл Егон II фон Фюрстенберг ок. 1831
- Карл Егон II фон Фюрстенберг
(Хайлигенбергер Фюрстенбрунен)

## Фамилия
Карл Егон II фон Фюрстенберг се жени на 19 април 1818 г. за принцеса Амалия фон Баден (* 26 януари 1795, † 14 септември 1869), дъщеря на велик херцог Карл Фридрих фон Баден (1728 – 1811) и втората му съпруга (морганатичен брак) графиня Луиза Каролина фон Хохберг-Гайерсберг (1768 – 1820). Те имат децата:
- Мария Елизабет Луиза Каролина (* 15 март 1819; † 9 април 1897)
- Карл Егон III Леополд Мария Вилхелм Макс (* 4 март 1820; † 15 март 1892), женен на 4 ноември 1844 г. в Грайц за принцеса Елизабет Хенриета Ройс, старата линия (* 23 март 1824; † 7 май 1861)
- Мария Амалия София Вилхелмина (* 12 февруари 1821; † 17 януари 1899), омъжена на 19 април 1845 г. в Донауешинген за херцог Виктор I фон Хоенлое-Шилингсфюрст (* 10 февруари 1818; † 30 януари 1893), херцог на Ратибор, княз на Корвей в Прусия, син на 5, княз Франц Йозеф фон Хоенлое-Шилингсфюрст (1787 -1841) и принцеса Констанца фон Хоенлое-Лангенбург (1792 – 1847)
- Максимилиан Егон I Кристиан (* 29 март 1822; † 27 юли 1873), женен на 23 май 1860 г. във Виена за графиня Леонтина фон Кефенхюлер-Меч (* 25 февруари 1843; † 9 август 1914)
- Мария Хенриета Елеонора София (* 16 юли 1823; † 19 септември 1834)
- Емил Егон Максимилиан Фридрих Карл Леополд Вилхелм Франц (* 12 септември 1825; † 15 май 1899), женен на 31 май 1875 г. в Прага за графиня Леонтина фон Кефенхюлер-Меч (* 25 февруари 1843; † 9 август 1914)
- Паулина Вилхелмина Каролина Амалия (* 11 юни 1829; † 3 август 1900), омъжена на 15 април 1847 г. в Донауешинген за княз Хуго фон Хоенлое-Йоринген (* 27 май 1816; † 23 август 1897), син на княз Август фон Хоенлое-Йоринген (1784 – 1853) и херцогиня Луиза фон Вюртемберг (1789 – 1851)